# Charlotte Amalie von Hessen-Philippsthal

Charlotte Amalie

Charlotte Amalie von Hessen-Philippsthal (* 11. August 1730 in Philippsthal (Werra); † 7. September 1801 in Meiningen) war durch Heirat Herzogin und von 1763 bis 1782 Regentin von Sachsen-Meiningen.

## Leben
Charlotte Amalie war eine Tochter des paragierten Landgrafen Karl I. von Hessen-Philippsthal und dessen Gemahlin Christine von Sachsen-Eisenach. 1750 wurde sie 20-jährig mit dem 43 Jahre älteren Herzog Anton Ulrich von Sachsen-Meiningen verheiratet, mit dem sie acht Kinder hatte. 
Der Herzog bestimmte Charlotte Amalie testamentarisch als alleinige Landesregentin und Vormund ihrer Söhne. Anton Ulrich hatte sich vor den Familienquerelen nach Frankfurt am Main zurückgezogen und lebte dort mit seiner Familie. Nach dem Ableben ihres Gatten reiste Charlotte Amalie zunächst nach Philippsthal, um einen kaiserlichen Bescheid abzuwarten, der sie als Vormünderin bestätigte. In Meiningen selbst hielten sich zu jener Zeit, in Erwartung der Erbschaft, die Gothaer Verwandten Anton Ulrichs auf. Nach Erlass des Bescheids und ihrer Bestätigung als Regentin und Obervormünderin konnte sie nach Meiningen übersiedeln.
Als sie 1763 die Regentschaft übernahm, war das Land finanziell und wirtschaftlich ruiniert. Mit straffen Reformen und Sparmaßnahmen, wirtschaftlichem Wiederaufbau und Förderung des geistigen Lebens gilt sie als „Retterin des Herzogtums“. Durch den Einsatz neuer Minister wie Adolf Gottlieb von Eyben konnte innerhalb eines Jahres die Zentralverwaltung wieder wirksam arbeiten. Mit einem ausgeklügelten Spar- und Analysesystem bei den höfischen Finanzen machte sie selbst Kaiser Joseph II. auf sich aufmerksam, der sie zur Direktorin der Debitkommission für das noch hoffnungsloser verschuldete Herzogtum Sachsen-Hildburghausen bestellte. 
Da beide Söhne zur gemeinschaftlichen Regierung berechtigt waren, gab sie ihre Regierung gänzlich erst 1782 mit der Volljährigkeit von Georg I. auf. Bereits ab 1775 regierte sie gemeinschaftlich mit ihrem ältesten Sohn Karl.
Ihre Regierungszeit bedeutete den Durchbruch des aufgeklärten Absolutismus in Sachsen-Meiningen, in dessen Sinne sie auch ihre Kinder erzogen hatte. So gründete sich auch unter ihrem Schutz die nach ihr benannte Freimaurerloge Charlotte zu den drei Nelken. 
1785 erwarb sie das nach ihr benannte Gut Amalienruh als Witwensitz und ließ es prachtvoll erweitern. Charlotte Amalie wurde nicht in der Fürstengruft, sondern ihrem Wunsch gemäß auf dem städtischen Friedhof in Meiningen begraben.

## Kinder
Aus ihrer Ehe hatte Charlotte Amalie folgende Kinder:
- Charlotte (1751–1827), ⚭ Ernst II. von Sachsen-Gotha-Altenburg (1745–1804)
- Luise (1752–1805), ⚭ 1781 Adolf von Hessen-Philippsthal-Barchfeld (1743–1803)
- Elisabeth (1753–1754)
- Karl (1754–1782), Herzog von Sachsen-Meiningen, ⚭ 1780 Luise zu Stolberg-Gedern (1764–1834)
- Friedrich Franz (1756–1761)
- Friedrich Wilhelm (1757–1758)
- Georg I. (1761–1803), Herzog von Sachsen-Meiningen, ⚭ 1782 Louise Eleonore von Hohenlohe-Langenburg (1763–1837)
- Amalie (1762–1798), ⚭ 1783 Heinrich Karl Erdmann zu Carolath-Beuthen (1759–1817)